# روگاچفکا
روگاچفکا (به لاتین: Rogachevka) یک منطقهٔ مسکونی در روسیه است که در استان آمور واقع شده‌است.